# Alegria (chaîne de télévision)
 (mai 2024).
Si vous disposez d'ouvrages ou d'articles de référence ou si vous connaissez des sites web de qualité traitant du thème abordé ici, merci de compléter l'article en donnant les références utiles à sa vérifiabilité et en les liant à la section « Notes et références ».
Pour les articles homonymes, voir Alegria (homonymie).
Alegria TV, initialement Alegria, est une chaîne de télévision française locale, dans les Landes, qui commence à émettre le 10 août 2001. Elle devient nationale en 2006, diffusant ses programmes à l'année sur le canal 182 de Canalsat. Elle cesse définitivement la diffusion de ses programmes en juillet 2007, à la suite de difficultés financières.

## Identité visuelle (logo)

Ancien logo d'Alegria en 2005
Logo d'Alegria TV de 2006 jusqu'à sa disparition en 2007

## Programmes proposés
- Culture Sud : Une fois par mois et durant deux heures, l'ensemble des chroniqueurs dirigés par François Kerharo revoient toute l'actualité du Sud dans tous les domaines.
- Coursayre : Animée par Didier Goeytes et en compagnie d'un invité, cette émission propose l'actualité de la course Landaise.
- Toro Brave : Présentée par Hervé Touya, cette émission propose l'actualité dans l'univers tauromachique (du Sud en général et en Espagne)
- C'est Bien Sud : Animé par François Kerharo et Sandrine Agostini. C'est le journal quotidien des bonnes nouvelles.
- Marche ou rêve : Marc Large propose des randonnées-découvertes dans le Sud de la France.
- Direct Pro D2 : Durant toute l'année, Alegria propose 10 matchs de Pro D2 en direct, commentés par Eric Lesparre et Judith Soula.
- Cuisine et Confidences : Toutes les semaines, Laurent Larbre se déplace à la recherche d'un cuisinier du Grand Sud qui propose, durant 30 minutes, sa cuisine.
- L'air de rien : Le magazine des cultures et de l'Art de vivre bien. Stéphane Baillet fait découvrir l'art où on ne l'attend pas, les artistes et autres créateurs dans leur quotidien.
- 1, 2, 3 Soleil... : Lucie Robin brosse le portrait d'enfants qui font l'avenir du Grand Sud. L'émission est un rendez-vous hebdomadaire dédié à ceux qui font l'avenir de la région.
- D2 Décodée : Avec la complicité d'un invité, Judith Soula et Eric Lesparre font le tour de l'actualité Pro D2. Dans chaque émission, ils reviennent sur toutes les rencontres du week-end.
- Face cachée : Dans ce magazine sur le rugby principalement axé sur le TOP 14 et la Pro D2, Judith Soula brosse les portraits de joueurs, évoque le rugby d'antan avec des anciens acteurs ou aborde l'économie des clubs.
- La météo présentée par Sandrine Agostini.
- Histoire d'Eux : Toutes les semaines durant 15 minutes, Lucie Robin brosse le portrait de personnalités de la région Aquitaine. L'esprit et la culture du Sud sont au centre des conversations.
- La Fête des Maires : Animée par Laurent Larbre, cette émission propose de partir à la découverte de petits villages et donne la parole à ses acteurs municipaux (artisans, anciens, présidents d'association, etc.).
- Pilota TV : Animé par Henri Daguerre durant 15 minutes, Pilota TV nous présente l'actualité de la pelote Basque avec ses matchs, ses classements, etc.
- Sorties Sud : Présentée par Nathalie Milliard, cette émission retrace les « temps forts » des scènes du Sud : festivals, théâtre, danse, spectacles, etc.